# Netřeby (České Heřmanice)
Netřeby (dříve Nestřeby, německy Nestreb) je vesnice, část městyse České Heřmanice v okrese Ústí nad Orlicí. Nachází se 1,5 km na jihovýchod od Českých Heřmanic. Prochází zde silnice II/317. V roce 2009 zde bylo evidováno 34 adres. V roce 2001 zde trvale žilo 75 obyvatel.
Netřeby leží v katastrálním území České Heřmanice o výměře 7,43 km2.

## Historie
Netřeby byly založeny na panské půdě roku 1661. Tato lokalita však byla osídlena o několik staletí dříve. Na místě Netřeb stála ves Švábenice zmiňovaná již roku 1167 ve vztahu k Litomyšlskému klášteru. Tehdejší vlastníci páni ze Švábenic sídlili na tvrzi či na hradu v Heřmanicích. Nejznámější z nich Vítek spravoval tuto oblast počátkem 14. století. Nedaleké údolí směřující podél potoka k Cerekvici nazývané dnes Švábenice mělo důležitou funkci v dobách středověku. Dvě strážní věže zde postavené dbaly na ochranu pocestných na Trstenické stezce.
Typickým přírodním znakem oblasti jsou rybníky s flórou a faunou. Je to Velký netřebský rybník, Heřmánek, Šváb a ve vesnici pak Malý netřebský rybník.

## Pamětihodnosti

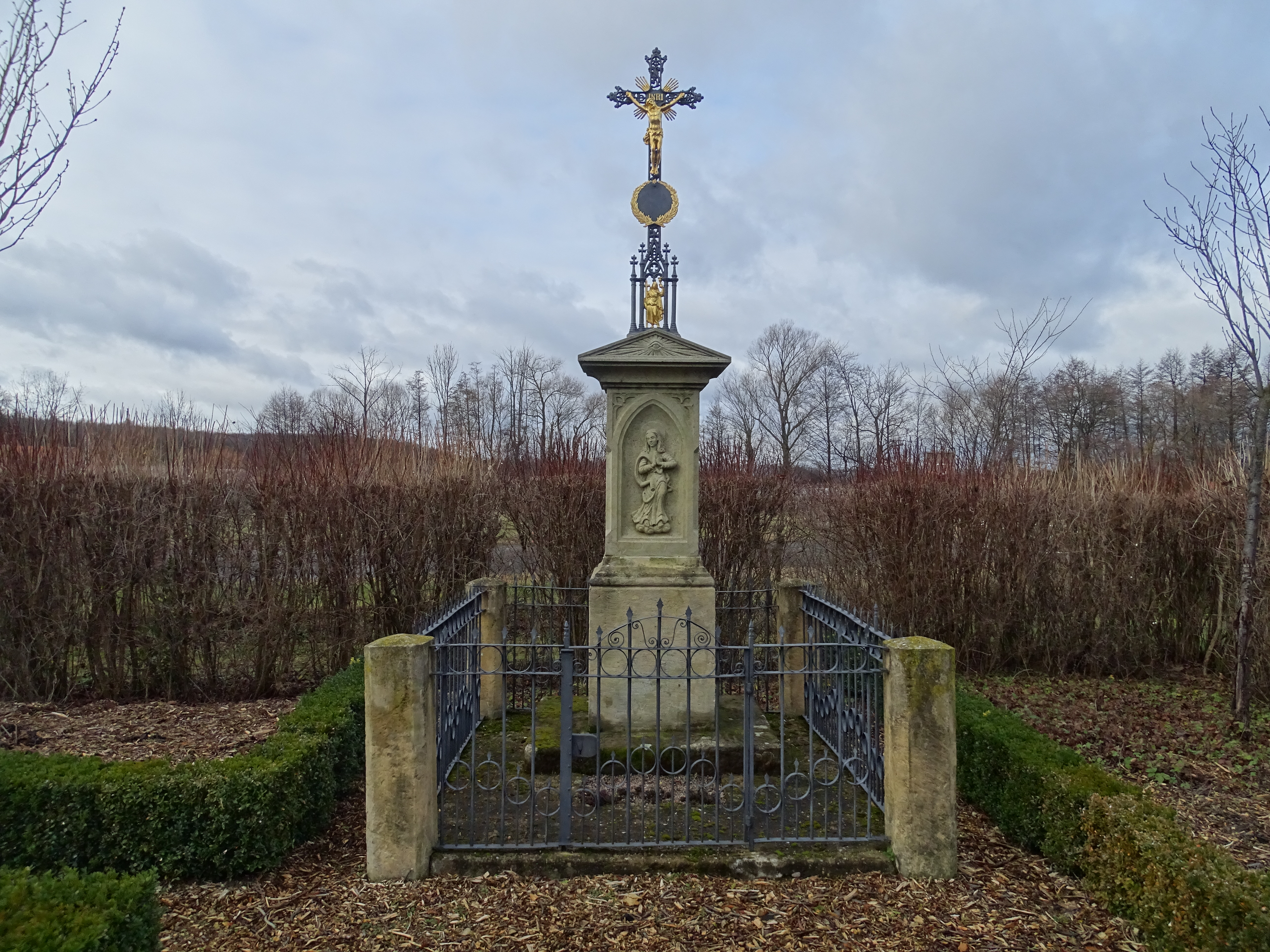
železný kříž v obci Netřeby

Železný kříž s kamenným podstavcem v blízkosti autobusové zastávky u hlavní silnice.

## Další fotografie

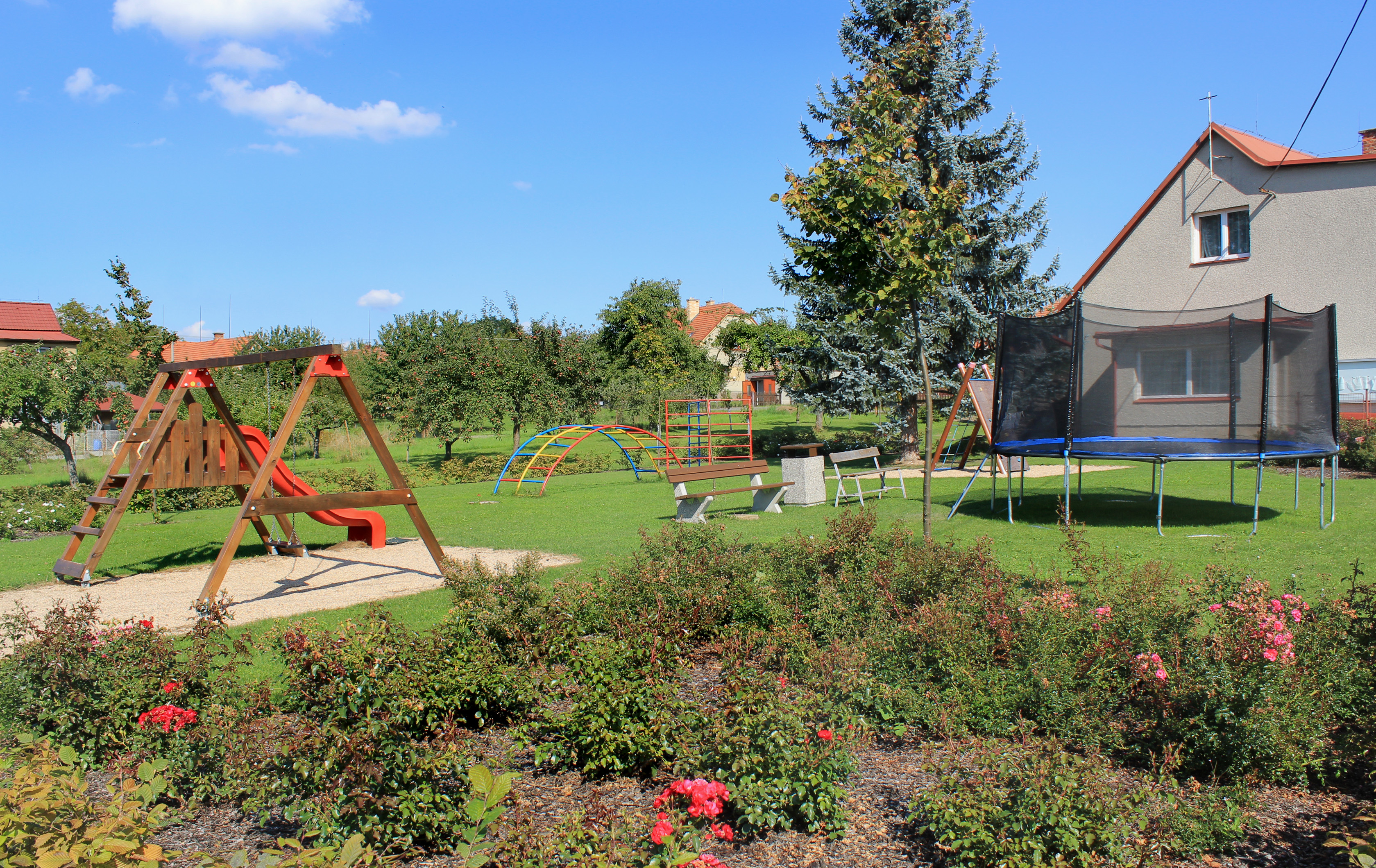
Hřiště na návsi
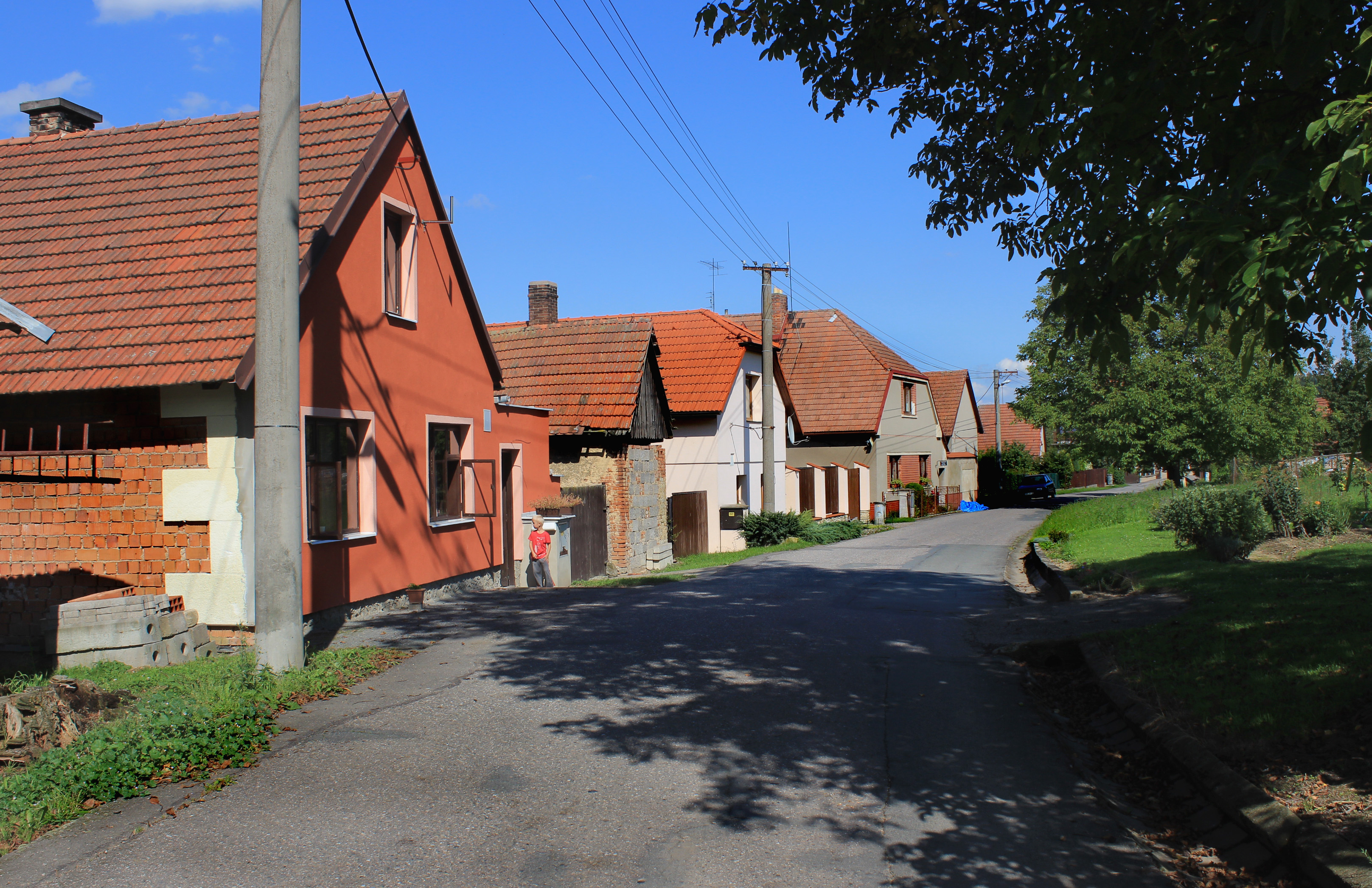
Západní část vsi
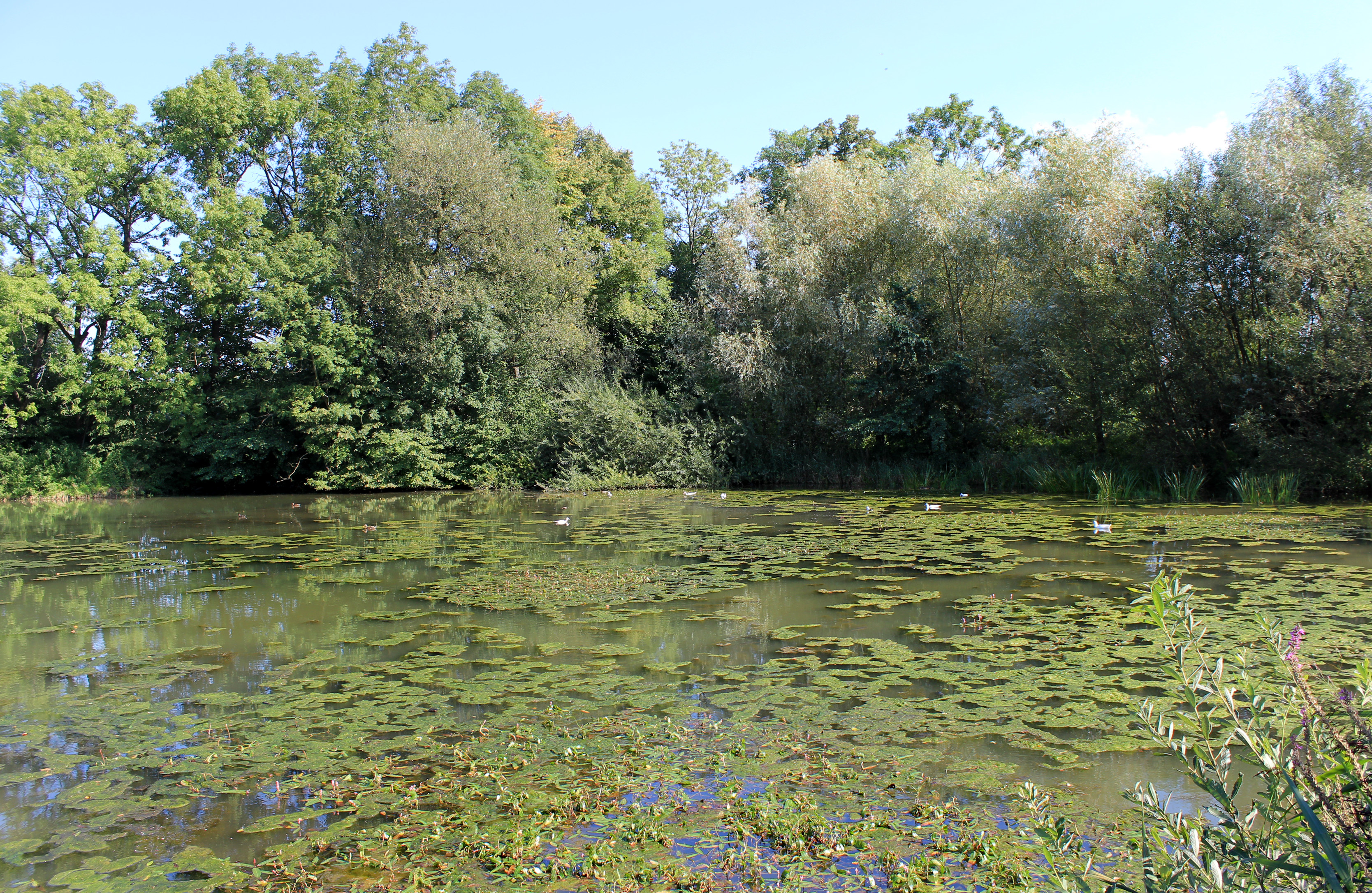
Malý Netřebský rybník